# Pteronotus parnellii
Pteronotus parnellii is een zoogdier uit de familie van de plooilipvleermuizen (Mormoopidae). De wetenschappelijke naam van de soort werd voor het eerst geldig gepubliceerd door Gray in 1843.
Volgens 'Mammal species of the world' zijn er de volgende ondersoorten:
- P. p. parnellii - Parnell's snorvleermuis
- P. p. fuscus - Allen’s snorvleermuis
- P. p. gonavensis
- P. p. mesoamericanus - Meso-Amerikaanse snorvleermuis
- P. p. mexicanus - Mexicaanse snorvleermuis
- P. p. paraguanensis - Paraguana snorvleermuis
- P. p. portoricensis  -	Puerto Ricaanse snorvleermuis
- P. p. pristinus  -	Ongerepte snorvleermuis
- P. p. pusillus - Hispaniolaanse snorvleermuis
- P. p. rubiginosus - Wagners gewone snorvleermuis